# Fazil Nadjafov
Fazil Nadjafov (en azéri : Fazil İmamverdi oğlu Nəcəfov) est un sculpteur azerbaïdjanais, considéré comme le fondateur de la sculpture d'avant-garde en Azerbaïdjan. Il est artiste du peuple de la république d'Azerbaïdjan.

## Biographie
Fazil Nadjafov est né le 16 février 1935 dans la ville de Bakou. Son enfance coïncide avec les années difficiles de la Grande Guerre patriotique. En 1955, il est diplômé de l'École d'art de Bakou d'Azim Azimzade. Les célèbres sculpteurs azerbaïdjanais Fuad Abdurahmanov et Selim Guliyev étaient ses professeurs dans cet établissement. En 1961, Fazil Nadjafov est diplômé de l'Institut d'art Surikov de Moscou.
Il meurt le 11 juillet 2023.

## Création
Depuis le début des années 1960, Fazil Nadjafov participe à des expositions. Ses œuvres les plus célèbres de cette période sont les compositions sculpturales Explication, et plus tard le Pétrolier, créé en 1963. Dans sa jeunesse, Nadjafov se voit également confier la décoration de la Maison de l'acteur du nom d'Abbas-Mirza Sharifzade à Bakou. Ce travail a été confié au sculpteur par le président de la Société du Théâtre Mekhti Mammadov. Cependant, lorsque le travail d'avant-garde de Nadjafov s’achève, il rencontre des critiques négatives et des accusations de « formalisme » et « d'imitation de l'Occident ». En conséquence, dans les années 1970, l'œuvre a été retirée de la façade du bâtiment de la Maison de l'Acteur.

## Sculptures
Malgré les critiques, Nadjafov continue à créer de nouvelles sculptures, telles que La lune noire, Les aveugles, Ange, Étapes de vie, Conversation, Vieil homme au repos, Homme millénaire, Prière, Gémeaux, Fontaine. Aujourd'hui, une partie importante de la collection de sculptures du Musée d'art moderne de Bakou est constituée des œuvres de Fazil Nadjafov.
En 2014, Nadjafov crée un monument à l'éminent compositeur azerbaïdjanais Gara Garayev, érigé au centre de Bakou. En janvier 2019, on organise la présentation du documentaire Des pierres regardant le ciel, dédié au travail de l’artiste.

## Distinctions
En 2002, par décret du Président de l'Azerbaïdjan, Heydar Aliyev, Fazil Nadjafov reçoit le titre d'Artiste du peuple de la République d'Azerbaïdjan.
Le 15 février 2020, le président azerbaïdjanais Ilham Aliyev signe un décret sur l'octroi de l'Ordre de Chohrat à Fazil Nadjafov.